# Grèce aux Jeux olympiques d'hiver de 1972
Cet article contient des informations sur la participation et les résultats de la Grèce aux Jeux olympiques d'hiver de 1972, qui ont eu lieu à Sapporo au Japon. 

## Résultats

### Ski alpin

#### Hommes
| Athlète               | Épreuve      | Manche 1      | Manche 1 | Manche 2      | Manche 2 | Total         | Total |
| Athlète               | Épreuve      | Temps         | Rang     | Temps         | Rang     | Temps         | Rang  |
| --------------------- | ------------ | ------------- | -------- | ------------- | -------- | ------------- | ----- |
| Georgios Tambouris    | Slalom géant | 2 min 10 s 38 | 57       | 2 min 08 s 31 | 43       | 4 min 18 s 69 | 46    |
| Panagiotis Alexandris | Slalom géant | 2 min 03 s 05 | 53       | 2 min 02 s 40 | 41       | 4 min 05 s 45 | 41    |
| Spyros Theodorou      | Slalom géant | 1 min 58 s 41 | 52       | 2 min 03 s 86 | 42       | 4 min 02 s 27 | 39    |

#### Slalom hommes
| Athlète               | Classification  | Classification | Finale          | Finale | Finale         | Finale | Finale          | Finale |
| Athlète               | Temps           | Rang           | Temps Manche 1  | Rang   | Temps Manche 2 | Rang   | Total           | Rang   |
| --------------------- | --------------- | -------------- | --------------- | ------ | -------------- | ------ | --------------- | ------ |
| Spyros Theodorou      | N'a pas terminé | –              | N'a pas terminé | –      | –              | –      | N'a pas terminé | –      |
| Georgios Tambouris    | 2 min 25 s 59   | 5              | N'a pas terminé | –      | –              | –      | N'a pas terminé | –      |
| Panagiotis Alexandris | 1 min 59 s 79   | 6              | N'a pas terminé | –      | –              | –      | N'a pas terminé | –      |

## Référence
- (en) Cet article est partiellement ou en totalité issu de l’article de Wikipédia en anglais intitulé « Greece at the 1972 Winter Olympics » (voir la liste des auteurs).